# Малави на летних Олимпийских играх 1984
Малави принимала участие в Летних Олимпийских играх 1984 года в Лос-Анджелесе (США) после двенадцатилетнего перерыва, во второй раз за свою историю, но не завоевала ни одной медали. 15 человек (все — мужчины) соревновались в 3 видах спорта:
- Лёгкая атлетика
- Бокс
- Велоспорт[1].

## Результаты

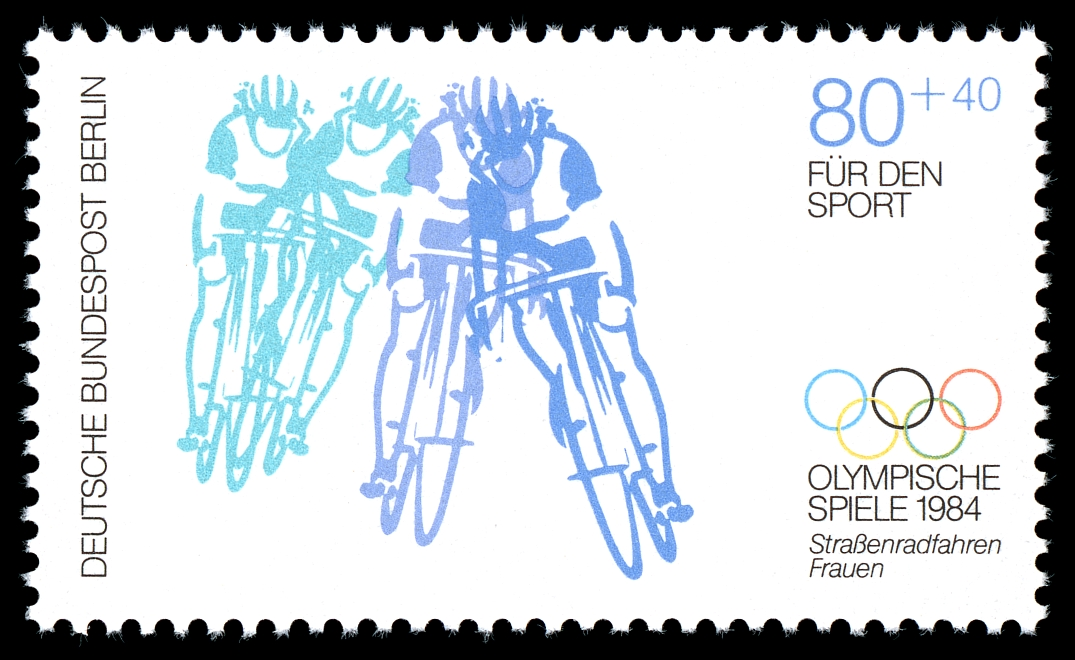
Почтовая марка Бундеспочты, посвящённая велоспорту на Олимпийских играх 1984

### Велоспорт

#### Шоссе
Мужчины
| Соревнование    | Спортсмен                                                 | Время     | Место | Отставание |
| --------------- | --------------------------------------------------------- | --------- | ----- | ---------- |
| групповая гонка |                                                           |           |       |            |
| Амаду Юсуфу     | DNF                                                       | DNF       | DNF   |            |
| Дайтон Чимваза  | DNF                                                       | DNF       | DNF   |            |
| Джордж Найеджа  | DNF                                                       | DNF       | DNF   |            |
| Дэниел Касванга | DNF                                                       | DNF       | DNF   |            |
| командная гонка | Амаду Юсуфу Дайтон Чимваза Джордж Найеджа Дэниел Касванга | 2 37' 32" | 26    | +39' 04"   |

### Бокс[2]
Наилегчайший вес (до 51 кг): Питер Айесу выиграл бои с Прабином Туладхаром (Непал) 5-0 и Оппе Пинто (Парагвай) 5-0, но проиграл в 1/4 финала Стиву Маккрори (США) 0-5 и в итоге стал пятым в этой весовой категории.
Полусредний вес (60-63.5 кг): 26-летний боксёр Филлимон Айесу проиграл бой Стивену Ларримору (Багамские острова): 2-3

### Лёгкая атлетика
Малавийские бегуны принимали участие в беге на 400 метров, 5000 и 10000 м, а также в марафоне. Лучший результат сборной показал Мэттьюс Камбале, в отборочном туре пробежавший 10 км за 30:47.73 и занявший 38 строчку в итоговом протоколе (из 41 возможных без выхода в финал).